# Caracazo
Als Caracazo [kaɾaˈkaso in Lateinamerika; kaɾa'kaθo in Spanien] oder sacudón [saku'ðon] werden die mehrtägigen Volksaufstände in der venezolanischen Hauptstadt Caracas und anderen Städten bezeichnet, die am 27. Februar 1989 begannen. Nach inoffiziellen Schätzungen forderten sie bis zu 3000 Menschenleben. Offiziellen Zahlen zufolge gab es 277 Todesopfer.

## Vorgeschichte
Die tiefe ökonomische Krise Venezuelas seit Anfang der 1980er Jahre resultierte aufgrund der enormen Verschuldung von über 30 Milliarden US-Dollar in der Abwertung des Bolívars. Als Gegenmaßnahme setzte Carlos Andrés Pérez in seiner zweiten Amtszeit eine Reihe von neoliberalen Vorschlägen des Internationalen Währungsfonds um, wie die Privatisierung von Staatsbetrieben, das Aufheben von Subventionen oder den staatlichen Schutz von privaten Betrieben.
Viele Wähler des sozialdemokratischen Pérez (Acción Democrática) waren gegen diese Reformen, vor allem, da sie Pérez gerade wegen seines Kurses gegen den IWF während seiner ersten Amtszeit gewählt hatten. Die Maßnahmen verursachten einen Anstieg der Inflation, woraufhin viele Kaufleute ihre Waren horteten und Alltagsprodukte knapp wurden. Die Maßnahme, die schließlich den Caracazo auslöste, war die am 26. Februar angekündigte Erhöhung der Preise für den öffentlichen Transport.

## Proteste und Plünderungen
Die Proteste begannen in Guarenas (Miranda), einer Stadt etwa 15 km östlich von Caracas, am Morgen des 27. Februars 1989. Auslöser war der starke Anstieg des Preises für den Transport nach Caracas, wo viele der Bewohner von Guarenas arbeiteten. Die anfangs noch friedlichen Proteste breiteten sich rasch nach Caracas und in andere Städte (wie Valencia, Maracay oder Mérida) des Landes aus und wurden schließlich auch zu Plünderungen genutzt. Am Nachmittag gab es bereits Aufstände in beinahe allen Teilen von Caracas, die Kaufleute hatten ihre Geschäfte geschlossen, und der öffentliche Verkehr war eingestellt worden.
Aufgrund der Plünderungen erklärte die Regierung den Notstand und sandte das Militär in die Stadt, um die Proteste gewaltsam niederzuschlagen. Es kam zu Feuergefechten zwischen Militär und Zivilbevölkerung, in deren Laufe nach inoffiziellen Quellen über 1000 und bis zu 3000 Zivilisten und auch eine weit kleinere Zahl von Soldaten getötet wurden. Offizielle Zahlen nannten 277 Opfer. Die Repression war vor allem in den Armenvierteln hart.
Der Kongress setzte die verfassungsmäßigen Rechte außer Kraft, und Caracas versank für mehrere Tage in Chaos mit Plünderungen, Nahrungsknappheit und Verfolgungen (auch Ermordungen) unschuldiger Personen.

## Auswirkungen
Als direkte Folge des Aufstands wurde das neoliberale Programm geändert.
Die langfristige Konsequenz war politische Instabilität. 1992 erfolgten zwei Putschversuche (am 4. Februar durch das MBR200 unter Führung von Hugo Chávez und ein weiterer durch ebenfalls dem MBR200 angehörende Offiziere am 27. November), bei denen sich die Putschisten auf den Caracazo beriefen. Im selben Jahr wurde Carlos Andrés Pérez wegen Korruption angeklagt und seines Amtes enthoben.

## Juristische Aufarbeitung
Der Interamerikanische Gerichtshof für Menschenrechte verurteilte die Handlungen der Regierung als Verletzungen von Menschenrechten (inklusive der außergerichtlichen Tötungen), und der Staat verpflichtete sich, die Opfer zu entschädigen. Dies wurde allerdings erst 2003 von der Nachfolgeregierung Chávez erfüllt.
Im September 2009 beantragte die venezolanische Generalstaatsanwaltschaft unter Generalstaatsanwältin Luisa Ortega Díaz einen internationalen Haftbefehl gegen den damals im US-Exil lebenden Carlos Andrés Pérez bei Interpol.
Im September 2009 begannen Experten auf dem „Hauptfriedhof Süd“ in Caracas damit, Massengräber auszuheben. Bis dato wurden 125 Körper gefunden, die im Februar 1989 bei Nacht und Nebel von den Sicherheitskräften verscharrt worden waren.

## Film
Im Jahr 2005 erschien der Film El Caracazo über die Ereignisse.